# Shin Seung-hun
Shin Seung-hun (신승훈?, Sin Seung-hunLR, Sin SŭnghunMR; Daejeon, 21 marzo 1966) è un cantautore sudcoreano.
Ha esordito nel 1990 con la hit Reflection of You in Your Smile ed è diventato noto con il soprannome di "imperatore delle ballate" per aver venduto oltre 1,4 milioni di copie con il suo album di debutto. Ha detenuto il record per il maggior numero di dischi venduti in Corea del Sud (17 milioni) fino all'aprile 2020.

## Discografia

### Album in studio
- 1990 – Reflection of You in Your Smile
- 1991 – Invisible Love
- 1993 – Because I Love You
- 1994 – After A Long Time
- 1996 – To Heaven
- 1998 – Shin Seung Hun Ⅵ
- 2000 – Desire To Fly High
- 2002 – The Shin Seung Hun
- 2004 – Ninth Reply
- 2006 – The Romanticist
- 2015 – I Am...& I Am
- 2020 – My Personas

## Riconoscimenti
- Golden Disc Award[6]
  - 1991 – Bonsang per Reflection of You In Your Smile
  - 1992 – Album dell'anno per Invisible Love
  - 1992 – Bonsang per Invisible Love
  - 1993 – Album dell'anno per Because I Love You
  - 1993 – Bonsang per Because I Love You
  - 1994 – Bonsang per After A Long Time
  - 1996 – Bonsang per To Heaven
  - 1998 – Bonsang per Shin Seung Hun Ⅵ
  - 2000 – Bonsang per Desire To Fly High
  - 2002 – Bonsang per The Shin Seung Hun
  - 2004 – Bonsang per Ninth Reply
  - 2006 – Bonsang per The Romanticist
- Mnet Asian Music Award[7]
  - 2000 – Miglior artista maschile per The Unwritten Legend
  - 2002 – Premio speciale della giuria per If We Can Part Even Though We Love
  - 2004 – Miglior video di una ballata per When That Day Comes
  - 2008 – Premio scelta dei PD di Mnet